# 대량매매
대량매매, 대량거래, 블록거래, 블록 트레이드(block trade)는 해당 증권에 대한 공개 시장 외부에서 비공개적으로 협상되고 실행되는 증권의 대량 거래이다. 주요 증권 중개인은 기관 고객에게 "대량 거래" 서비스를 제공하는 경우가 많다. 미국과 캐나다에서 대량매매는 일반적으로 주식 10,000주 또는 채권 100,000달러 이상이지만 실제로는 그 규모가 훨씬 더 크다.
예를 들어, 한 헤지펀드가 X 회사의 큰 지분을 보유하고 있으며 해당 회사를 완전히 매각하려고 한다. 만약 이것이 대량 매도 주문으로 시장에 투입된다면 가격은 급격하게 하락할 것이다. 정의에 따르면 지분은 수요와 공급에 영향을 미쳐 시장에 영향을 미칠 만큼 컸다. 대신, 펀드는 투자은행을 통해 다른 회사와의 대량 거래를 주선하여 양측 모두에게 이익이 될 수 있다. 즉, 판매 펀드는 더 매력적인 구매 가격을 얻고 구매 회사는 시장 요율에서 할인을 협상할 수 있다. 필요한 서류를 준비하는 데 수개월이 걸리는 대규모 공모와는 달리, 대량매매는 일반적으로 짧은 시간 내에 수행되고 신속하게 마감된다.
다양한 이유로 대량매매는 다른 거래보다 더 어려울 수 있으며 종종 증권 중개인을 더 많은 위험에 노출시킨다. 특히 증권 중개인은 대량의 유가증권에 대한 가격을 약속하기 때문에 불리한 시장 움직임으로 인해 해당 포지션이 매각되지 않으면 증권 중개인은 큰 손실을 입을 수 있다. 따라서 대량매매에 참여하면 증권 중개인의 자본이 묶일 수 있다. 더욱이, 대규모의 정보를 보유한 자금 관리자가 특정 증권의 대규모 포지션을 판매(또는 구매)하기를 원한다는 사실은 미래의 가격 변동을 암시할 수 있다(즉, 자금 관리자가 정보상의 이점을 가질 수 있음). 거래의 반대편을 취함으로써 증권 중개인은 "역선택"의 위험을 감수하게 된다.
블록 트레이딩은 기관 투자자가 주식 가격을 책정하는 위치를 평가하기 위해 분석가에게 유용한 방법이다. 왜냐하면 인수 또는 합병에서 입찰은 "시장을 청산"해야 하기 때문이다(즉, 충분한 주주가 입찰해야 함). 대량의 주식이 어떤 가격에 거래되고 있는지 확인해야 한다. 이 가격은 최대주주가 자신의 주식을 팔려는 의지를 암시한다. 따라서 대량 거래 분석에서는 데이터 왜곡을 방지하기 위해 소규모 거래가 무시된다.